# Varoš Bosiljevski
 Varoš Bosiljevski  falu Horvátországban, Károlyváros megyében. Közigazgatásilag  Bosiljevóhoz tartozik.

## Fekvése
Károlyvárostól 23 km-re délnyugatra, községközpontjától 1 km-re nyugatra, az A1-es autópálya mellett fekszik.

## Története
A településnek 1857-ben 163, 1900-ban 159 lakosa volt. Trianon előtt Modrus-Fiume vármegye Vrbovskói járásához tartozott. 2011-ben 18 lakosa volt.

## Lakosság
| Lakosság változása | Lakosság változása | Lakosság változása | Lakosság változása | Lakosság változása | Lakosság változása | Lakosság változása | Lakosság változása | Lakosság változása | Lakosság változása | Lakosság változása | Lakosság változása | Lakosság változása | Lakosság változása | Lakosság változása | Lakosság változása |
| ------------------ | ------------------ | ------------------ | ------------------ | ------------------ | ------------------ | ------------------ | ------------------ | ------------------ | ------------------ | ------------------ | ------------------ | ------------------ | ------------------ | ------------------ | ------------------ |
| 1857               | 1869               | 1880               | 1890               | 1900               | 1910               | 1921               | 1931               | 1948               | 1953               | 1961               | 1971               | 1981               | 1991               | 2001               | 2011               |
| 163                | 155                | 161                | 172                | 159                | 0                  | 0                  | 149                | 144                | 210                | 208                | 114                | 79                 | 93                 | 39                 | 18                 |